# Cavendish Rocks
Die Cavendish Rocks sind eine Felsformation südlich der Cavendish-Eisfälle inmitten des Taylor-Gletschers im antarktischen Viktorialand. 
Benannt wurden sie in Verbindung mit den Eisfällen durch das Advisory Committee on Antarctic Names nach dem Cavendish-Laboratorium der University of Cambridge.